# Spiegami come mai/Bimba non piangere
Spiegami come mai/Bimba non piangere è il quarto singolo su 7" de Le Anime pubblicato nel 1966 dalla R.T. Club.

## Tracce
Lato A
1. Spiegami come mai (Ken Lewis, Leo Chiosso)

Lato B
1. Bimba non piangere (Enrico Piani, Luigi Langella)